# 塚原光男
塚原光男（1947年12月22日—）是一位日本體操選手，也是5枚奧運金牌得主。塚原光男出生在東京都，畢業於日本體育大學。塚原光男也發展出獨特的體操動作，包括跳馬動作「塚原跳」（側手翻轉體90°接後空翻）、單槓動作「月面空翻」（團身後空翻轉體180°接團身前空翻轉體180°下）。塚原光男的長男塚原直也也在2004年雅典奧運中奪得男子體操團體金牌。

## 外部連結
- 塚原(单杠) （页面存档备份，存于）English
- 塚原(拱顶) （页面存档备份，存于）English